# Andreas Herholz
Andreas Herholz (* 1789; † 1870) war ein deutscher Geistlicher und Politiker.

## Leben
Andreas Herholz war Erzpriester von Wartenburg im exemten Bistum Ermland in Ostpreußen. Er studierte in Warschau Theologie. 1834 vom Fürstbischof von Ermland zum Erzpriester von Heilsberg berufen. 1842 Domherr der Kathedrale zu Frauenburg. Nach der Märzrevolution 1848 Abgeordneter der Preußischen Nationalversammlung, die eine Verfassung für den Staat Preußen ausarbeiten sollte. Als der Sitzungsort des Parlaments auf Anweisung des preußischen Königs aufgrund neuer Unruhen von Berlin nach Brandenburg verlegt werden sollte, und sich die Mehrheit der Abgeordneten dem verweigerten, war Herholz ein Mitunterzeichner des Maueranschlags vom 9. November 1848: „Protest der constitutionell-monarchisch gesinnten Abgeordneten, die von Sr. Majestät dem König ausgesprochene Verlegung der National-Versammlung betreffend.“ 1849 stiftete er 112 Taler zum Bau der Dreifaltigkeitskirche in Brandenburg an der Havel.

## Auszeichnungen
- Träger des Roten Adler-Ordens III. Klasse mit Schleife (Verleihung 1863).